# Alexandr Diťatin
Alexandr Nikolajevič Diťatin (Алекса́ндр Никола́евич Дитя́тин, * 7. srpna 1957 Leningrad) je bývalý sovětský reprezentant ve sportovní gymnastice. Byl členem týmu Dynamo Leningrad, kde ho trénoval Anatolij Jarmovskij. Obdržel Leninův řád a titul zasloužilý mistr sportu, byl uveden do Síně slávy světové gymnastiky.
Na Letních olympijských hrách 1976 získal stříbrné medaile na kruzích a v soutěži družstev. Byl nejúspěšnějším účastníkem moskevské olympiády 1980, kde jako první sportovec v historii získal na jedněch hrách osm medailí (této bilance dosáhl kromě něj pouze Michael Phelps). Vyhrál víceboj, týmovou soutěž a cvičení na kruzích, čtyřikrát byl druhý (přeskok, kůň našíř, bradla a hrazda) a jednou třetí (prostná). Je jediným gymnastou, který získal medaili ve všech olympijských disciplínách a také jako první muž na LOH obdržel v hodnocení přeskoku plných deset bodů. Je také sedminásobným mistrem světa (1979 víceboj, družstva, přeskok a kruhy, 1981 družstva, bradla a kruhy), dvojnásobným mistrem Evropy (1979 kruhy a kůň našíř) a mnohonásobným vítězem Spartakiády národů.
Vystudoval Lesgaftův institut a po ukončení aktivní kariéry pracoval jako gymnastický trenér a vedoucí katedry tělovýchovy na Gercenově pedagogické univerzitě.